# Zimtsäureethylester
Zimtsäureethylester ist eine farblose Flüssigkeit, gehört zu den Aromaten und ist ein ungesättigter Carbonsäureester mit einer trans-substituierten Kohlenstoff-Kohlenstoff-Doppelbindung in der Seitenkette. Der isomere cis-Zimtsäureethylester hat nur eine geringe Bedeutung. Die Angaben in diesem Artikel beziehen sich nur auf den trans-Zimtsäureethylester.

## Vorkommen
Zimtsäureethylester kommt als Aromastoff im Wein vor.

## Darstellung
Zimtsäureethylester 2 kann durch Veresterung von Zimtsäure 1 mit Ethanol gewonnen werden, säurekatalysiert mit Schwefelsäure oder Salzsäure.
Ein weiterer Weg Zimtsäureethylester herzustellen ist die Reaktion von Zimtsäure mit Thionylchlorid (dabei entsteht intermediär Zimtsäurechlorid) und Ethanol:
Ebenso ist es möglich, Zimtsäureethylester durch eine Claisen-Kondensation aus Benzaldehyd und Ethylacetat zu synthetisieren.

## Reaktionen
Mit Hydrazinhydrat reagiert Zimtsäureethylester zu Zimtsäurehydrazid. Dieses bildet mit Salpetriger Säure durch eine Ringschlussreaktion 1-Nitroso-5-phenyl-3-pyrazolidon.

## Externe Links zu erwähnten Verbindungen
1. ↑  Externe Identifikatoren von bzw. Datenbank-Links zu cis-Zimtsäureethylester:  CAS-Nr.: 4610-69-9, PubChem: 5284656, Wikidata: Q67866089.
2. ↑  Externe Identifikatoren von bzw. Datenbank-Links zu trans-Zimtsäureethylester:  CAS-Nr.: 4192-77-2, EG-Nr.: 203-104-6, ECHA-InfoCard: 100.002.822, GESTIS: 492646, PubChem: 637758, ChemSpider: 553344, Wikidata: Q204182.
3. ↑  Externe Identifikatoren von bzw. Datenbank-Links zu Zimtsäurehydrazid:  CAS-Nr.: 3538-69-0, PubChem: 19057, ChemSpider: 17992, Wikidata: Q132171527.